# Henrik Godsk
 Der er for få eller ingen kildehenvisninger i denne artikel, hvilket er et problem. Du kan hjælpe ved at angive troværdige kilder til de påstande, som fremføres i artiklen.

Henrik Godsk (født 1975) er en dansk kunstner, der bor og arbejder i Nordjylland. Han debuterede på Kunstnernes Påskeudstilling (KP) i Aarhus Kunstbygning i 2002, blev medlem af Billedkunstnernes Forbund (BKF) i 2006 og har siden udstillet på gallerier, museer og andre udstillingssteder. Han er repræsenteret i private og offentlige samlinger og har modtaget støtte fra Statens Kunstråd.
Henrik Godsk blev i 2023 udråbt af det internationale kunstmagasin “Galerie Magazine” som en af otte kunstnere, man skulle lægge mærke til på NADA og Untitled i Miami samme år. NADA og Untitled er blandt de væsentligste messer for ny samtidskunst i USA og vises samtidig med Art Basel Miami.

## Eksterne kilder og henvisninger
- Udstillingen DIALOG Arkiveret 6. december 2011 hos  Wayback Machine på utzoncenter.dk